# Chmura gwiazd

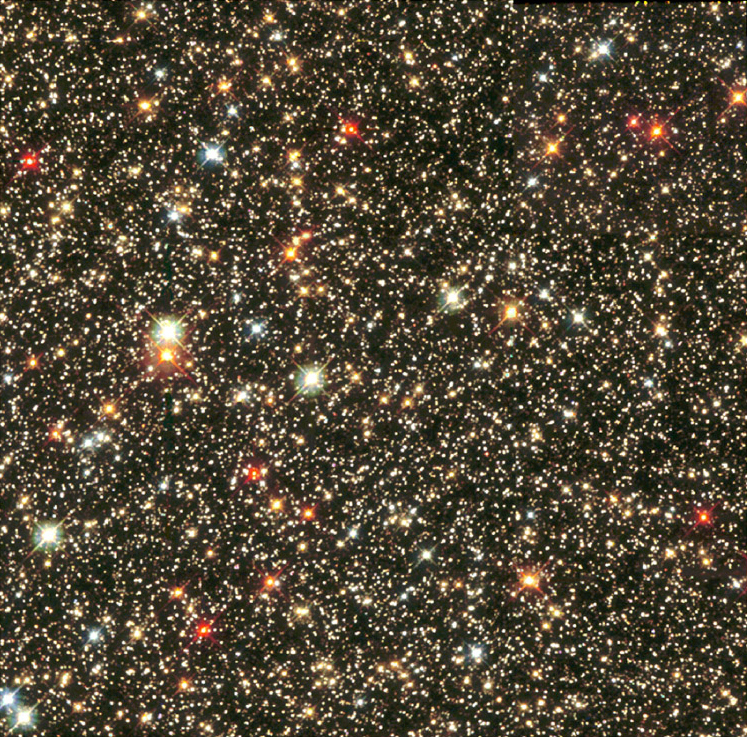
Chmura gwiazd w Gwiazdozbiorze Strzelca

Chmura gwiazd – grupa gwiazd, które dla obserwatora wydają się leżeć blisko siebie, w rzeczywistości jednak nie muszą stanowić gromady. 
Przykładem chmury gwiazd jest Messier 24, fragment Drogi Mlecznej w konstelacji Strzelca.